# Prix Alphonse-Allais
Le prix Alphonse-Allais est un prix littéraire français, décerné chaque année depuis 1952.

## Historique
La toute première remise d'un prix Alphonse Allais s'est tenue le mardi gras 26 février 1952 dans le restaurant Le Savoyard rue des Quatre-Vents à Paris. Le prix s'accompagne d'un louis d'or. Pour l'Académie Alphonse Allais, le premier prix a été décerné à Eugène Ionesco en 1954.
Au XXIe siècle deux associations se disputent l'administration de l'Académie et du prix : 
- la plus ancienne est l'Association des amis d'Alphonse Allais (AAAA) qui a son siège à Montmartre et qui est dirigée par Xavier Jaillard et Philippe Davis, succédant à Alain Casabona, chancelier de 1998 à 2017.
- l'Institut Alphonse-Allais (IAA) fondée en 2015 qui a son siège en Seine-et-Marne et qui est dirigée par Jean-Pierre Delaune, ancien secrétaire général de la précédente[4].

## Liste des lauréats
- 1952 : Pierre Melon pour Les moines de Saint-Bernardin[2]
- 1953 : Lucien Rimels pour Toi, moi et l'autre[5]
- 1954 : Louis Velle pour Ma petite femme[6]
- 1955 : René Lefèvre pour Le train du far-west[7]
- 1956 :
- 1957 : Jean-Paul Lacroix pour Comment ne pas réussir dans la vie[8]
- 1958 : Gustave Erlich pour Toutes folles de moi[9]
- 1959 : Georges-Armand Masson pour Chorceaux moisis[10]
- 1960 : Jean Portelle pour Le Monde dans ma poche en 98 jours[11]
- 1961 : Émile Noël pour Fleurs de méninge[12]
- 1962 : Jean Chalon pour Les plaisirs infinis[13]
- 1963 : René Barjavel pour Colomb de la lune[14],[15]
- 1964 : René Goscinny pour Le Petit Nicolas[16],[17]
- 1965 : Roger Semet pour Le Corsage à Brandebourg[18]
- 1966 : Georges Coulonges pour Résidence secondaire[19]
- 1967 :
- 1968 : Gaston Pomier Layrargues pour Les Tapuscrits de la mère Marthe[20]
- 1969 :
- 1970 :
- 1971 :
- 1972 :
- 1973 :
- 1974 :
- 1975 :
- 1976 :
- 1977 :
- 1978 :
- 1979 :
- 1980 :
- 1981 :
- 1982 :
- 1983 :
- 1984 :
- 1985 : Léo Campion[21]
- 1986 : Sim pour Elles sont chouettes, mes femmes[22]
- 1987 :
- 1988 : José Artur pour Parlons de moi y'a que ça qui m'intéresse[23],[24]
- 1989 : Claudine Brécourt-Villars pour Les mots d'Arletty[25]
- 1990 :
- 1991 :
- 1992 : André Grall
- 1993 : Claude Dufresne pour Humeur et humour de Tristan Bernard[26]
- 1994 : Alain Casabona pour Histoires à dormir debout[27],[28]
- 1995 :
- 1996 : Yves Robert pour Un homme de joie[29]
- 1997 : Guy Franquet pour Le Cochon rose[30]
- 1998 : Pierre Étaix[31]
- 1999 : Raymond Devos[32]
- 2000 : Jean Yanne[33]
- 2001 : Philippe Bouvard
- 2002 : Pierre Perret[34]
- 2003 : Jean-Jacques Sempé[35]
- 2004 : Laurent Gerra
- 2005 : Philippe Geluck
- 2006 : Jean Amadou
- 2007 :
- 2008 : Pierre Bellemare[36]
- 2009 : Bernard Pivot[37]
- 2010 :
- 2011 :
- 2012 : François Morel[38]
- 2013 : Jean-Pierre Mocky[39]
- 2014 : Rufus et Alex Vizorek[40]
- 2019 : La Compagnie de la Tour Brunehaut (Frank T'Hézan)[41]
- 2020 : Anny Duperey et Bernard Le Coq[42]

### Prix Alphonse-Allais décerné par l'AAAA
- 2015 : Umberto Eco[43],[44]
- 2016 : Charlotte Rampling[45]
- 2017 : Jean-Claude Carrière[46]
- 2018 : René de Obaldia[47]
- 2019 : Philippe Sarde[48]

- 2020 : Alexis Grüss[49]
- 2022 : Claude Lelouche[50]
- 2023 : Pierre Richard[50]

### Prix Alphonse-Allais décerné par l'IAA
- 2018 :  Albert Dubout (à titre posthume)[51]
- 2020 : Philippe Jaenada[52]
- 2023 : Jacques Antel et Jacques Perry-Salkow[53]

- 2024 : La Bougie du sapeur[54]

### Prix Alphonse-Allais de la découverte[55]
- Grégoire Lacroix, Gauthier Fourcade, Claude Mollard, Alain Créhange, Éric Arbez, Michel Le Net (2018)[51].